# ماساتو موچیزوکی
ماساتو موچیزوکی (ژاپنی: 望月 理人؛ زادهٔ ۱۹ فوریهٔ ۱۹۹۲) یک بازیکن فوتبال اهل ژاپن است.
از باشگاه‌هایی که در آن بازی کرده‌است می‌توان به باشگاه فوتبال ماچیدا زلویا و باشگاه فوتبال آزول کلارو نومازو اشاره کرد.